# Édouard Delaporte
Édouard Delaporte, nacido en 1909 en París y fallecido en 1983 en Saint-Jeannet, fue un arquitecto, pintor y escultor francés.

## Datos biográficos
En 1929, a los 20 años, Édouard Delaporte comenzó a pintar y se graduó en la École Nationale Supérieure des Beaux-Arts de París. En 1937 se convirtió en arquitecto certificado por el Gobierno (DPLG). Un año más tarde comenzó su carrera de arquitectura antes de ser llamado a filas en 1939. Tras la guerra, en 1946, Édouard Delaporte abandonó Francia y se trasladó a Rabat. Durante diez años construyó numerosos edificios públicos y también villas y viviendas privadas. En 1956, al alcanzar Marruecos la independencia, volvió a Francia y se instaló en Antibes. En 1978 se trasladó a Saint-Jeannet, un pequeño pueblo en el interior de Niza, donde se dedicó a la pintura. Murió el 6 de julio de 1983 en su domicilio, Place sur le Four.

## Pinturas
Su pintura, en un principio abstracta, le permitió, según sus propias palabras,«recabar la organización plástica de la tela y buscar el realismo de lo reportado, que es la verdad de la abstracción». La pintura figurativa llegó después. Para el pintor, se trata de «la reconciliación entre el mundo de la abstracción y su posterior visión emocionante y apasionada de la naturaleza». La pintura surrealista, añadía, fue básicamente una manera «de expresar no las formas inesperadas del medio o de las figuras, sino el misterio de la pintura misma».

## Principales exposiciones
- 1959 : Museo Picasso de Antibes.
- 1961 : Exposición de grupo « Les Revenants » en el Musée Picasso, Château d’Antibes.
- 1963 : Exposición particular en París con Camille Renaud.
- 1963 : Exposición individual, 23, Place Saint-André-des-Arts, París. Presentada por René de Solier.[5]
- 1971 : Casa de la Cultura de Firminy, presentada por Jacques Prévert.
- 1972 : Exposición de esculturas en el Musée Picasso, Château d’Antibes. Catálogo, « Sculptures présentées par Michel Butor».[6]
- 1973 : Museo Picasso, Château d’Antibes. Pinturas y Esculturas. Presentadas por Romuald Dor de la Souchère.[7]
- 1974 : Casa de la cultura de Grasse.
- 1975 : Museo Picasso, Château d’Antibes. Presentada por Romuald Dor de la Souchère.
- 1985 : Exposición de Edouard Delaporte, en el marco de la manifestación « Le Parlement des Idoles »,

bajo un argumento de Michel Butor,
- 1985 : Villa Arson, Niza.[8]
- 1994 : Galería Mantoux-Gignac. Presentada por Michel Butor Cf. « Evocation ».
- 2002 : Exposición particular, « Epouvantails et architecture ». Espacio Paul Mayer, Universidad de Picardie Jules Verne.

## Arquitectura
Entre las mejores y más conocidas obras arquitectónicas de Édouard Delaporte se incluyen las siguientes:
- Gimnasio del Estadio Foch en Rabat[9]
- Immueble Ben Kemoun en Rabat, Marruecos 1952[10]
- Cruce de fronteras en Khedadra, Edward Delaporte Arquitecto; Pradeaux, ingeniero[11]·[12]
- Percepción de Rabat Norte, Edouard Delaporte Arquitecto[12]
- Casa para un arquitecto en Rabat, Edouard Delaporte, Arquitecto[13]
- Villa en Salé, Marruecos, Edouard Delaporte Architecte[14]·[15]
- Villa Menguy en Rabat, Marruecos 1952[16]